# Кубок пяти наций 1999
Кубок пяти наций 1999 года (англ. 1999 Five Nations Championship) — 70-й по счёту регбийный Кубок пяти наций и 105-й с учётом Кубка домашних наций, состоявшийся с февраля по апрель 1999 года. В турнире участвовали в последний раз в истории пять команд: Англия, Ирландия, Уэльс, Франция и Шотландия. Всего было проведено 10 матчей. Шотландия выиграла 14-й раз в своей истории Кубок, обойдя Англию по разнице очков. На настоящий момент это последняя победа Шотландии в Кубке шести наций.
Турнир стал известен тем, что Шотландия вырвала победу в последнем туре исключительно благодаря победе немотивированной сборной Уэльса над Англией: англичане как фавориты имели все шансы завоевать и главный приз турнира, и Большой Шлем (приз за победы над всеми противниками в турнире). Однако на последних минутах центровой сборной Уэльса Скотт Гиббз сумел занести попытку после 20-метрового забега, а Нил Дженкинс провёл блестящую реализацию и принёс Уэльсу победу 32:31 над Англией, позволив Шотландии одержать самую памятную победу в истории её выступлений в Кубке пяти наций.
Шотландец Грегор Таунсенд стал пятым игроком за историю турниров, который занёс попытки в матчах против всех остальных стран-участниц турнира, и вторым шотландцем после Джонни Уоллеса, оформившего этот рекорд в 1925 году (помимо него, этого добивались англичанин Карстон Кэтчсайд в 1924 году, французы Патрик Эстев в 1983 году и Филипп Селла в 1986 году). В 2001 году на Кубке шести наций Филипп Бернат-Салль занёс попытки в матчах против пятерых стран-участниц турнира и стал шестым таким игроком за всю историю розыгрыша турнира, а заодно первым игроком, отличившимся при новом формате турнира.
С 2000 года турнир носит название Кубка шести наций, поскольку в нём шестым участником выступает сборная Италии. В 1999 году сборная Италии вне конкурса провела тест-матчи со всеми странами-участниками Кубка пяти наций (матч с Англией проводился в рамках отборочного турнира к чемпионату мира), но потерпела неудачи во всех матчах.

## Участники
| Сборная   | Стадион       | Город    | Главный тренер  | Капитан          |
| --------- | ------------- | -------- | --------------- | ---------------- |
| Англия    | Туикенем      | Лондон   | Клайв Вудвард   | Лоуренс Даллальо |
| Франция   | Стад де Франс | Сен-Дени | Жан-Клод Скрела | Рафаэль Ибаньес  |
| Ирландия  | Лэнсдаун Роуд | Дублин   | Уоррен Гатленд  | Кит Вуд          |
| Шотландия | Мюррейфилд    | Эдинбург | Джим Телфер     | Гэри Армстронг   |
| Уэльс     | Уэмбли        | Лондон   | Грэм Генри      | Роб Хоули        |

## Итоговая таблица
| Позиция | Сборная   | Игры    | Игры     | Игры  | Игры      | Игровые очки | Игровые очки | Игровые очки  | Игровые очки | Турнирные очки |
| Позиция | Сборная   | Сыграно | Выигрыши | Ничьи | Проигрыши | Забито       | Пропущено    | Разница очков | Попытки      | Турнирные очки |
| ------- | --------- | ------- | -------- | ----- | --------- | ------------ | ------------ | ------------- | ------------ | -------------- |
| 1       | Шотландия | 4       | 3        | 0     | 1         | 120          | 79           | +41           | 16           | 6              |
| 2       | Англия    | 4       | 3        | 0     | 1         | 103          | 78           | +25           | 8            | 6              |
| 3       | Уэльс     | 4       | 2        | 0     | 2         | 109          | 126          | −17           | 9            | 4              |
| 4       | Ирландия  | 4       | 1        | 0     | 3         | 66           | 90           | −24           | 3            | 2              |
| 5       | Франция   | 4       | 1        | 0     | 3         | 75           | 100          | −25           | 9            | 2              |

## Матчи

### 1-я неделя
| 6 февраля 1999 15:00 | Ирландия                    | 9 – 10 | Франция                                                                 | Лэнсдаун Роуд, Дублин Зрителей: 49,000 |
| 6 февраля 1999 15:00 | Штрафные: Дэвид Хамфрис (3) | Отчёт  | Попытки: Ришар Дурт Реализации: Тома Кастаньед Штрафные: Тома Кастаньед | Лэнсдаун Роуд, Дублин Зрителей: 49,000 |

| 6 февраля 1999 16:15 | Шотландия | 33 – 20 | Уэльс                                                                                     | Мюррейфилд, Эдинбург Зрителей: 67,500 |
| 6 февраля 1999 16:15 | Попытки: Грегор Таунсенд Джон Лесли Скотт Мюррей Алан Тэт Реализации: Кенни Логан (2) Штрафные: Кенни Логан (2) Данкан Ходж | Отчёт   | Попытки: Дэвид Джеймс Скотт Гиббз Реализации: Нил Дженкинс (2) Штрафные: Нил Дженкинс (2) | Мюррейфилд, Эдинбург Зрителей: 67,500 |

### 2-я неделя
| 20 февраля 1999 15:00 | Англия                                                                                            | 24 – 21 | Шотландия                                                         | Туикенем, Лондон Зрителей: 75,000 |
| 20 февраля 1999 15:00 | Попытки: Ник Бил Дэн Лагер Тим Родбер Реализации: Джонни Уилкинсон (3) Штрафные: Джонни Уилкинсон | Отчёт   | Попытки: Алан Тэт (2) Грегор Таунсенд Реализации: Кенни Логан (3) | Туикенем, Лондон Зрителей: 75,000 |

| 20 февраля 1999 15:00 | Уэльс                                                                                       | 23 – 29 | Ирландия | Уэмбли, Лондон |
| 20 февраля 1999 15:00 | Попытки: Шейн Ховарт Крейг Куиннелл Реализации: Нил Дженкинс (2) Штрафные: Нил Дженкинс (3) | Отчёт   | Попытки: Кевин Мэггз Кит Вуд Реализации: Дэвид Хамфрис (2) Штрафные: Дэвид Хамфрис (3) Дроп-голы: Дэвид Хамфрис (2) | Уэмбли, Лондон |

### 3-я неделя
| 6 марта 1999 14:00 | Франция                                                                                              | 33 – 34 | Уэльс | Стад де Франс, Сен-Дени Зрителей: 78,724 |
| 6 марта 1999 14:00 | Попытки: Эмиль Нтамак (3) Тома Кастаньед Реализации: Тома Кастаньед (2) Штрафные: Тома Кастаньед (3) | Отчёт   | Попытки: Дэвид Джеймс Крейг Куиннелл Колин Чарвис Реализации: Нил Дженкинс (2) Штрафные: Нил Дженкинс (5) | Стад де Франс, Сен-Дени Зрителей: 78,724 |

| 6 марта 1999 16:00 | Ирландия                                   | 15 – 27 | Англия | Лэнсдаун Роуд, Дублин |
| 6 марта 1999 16:00 | Штрафные: Дэвид Хамфрис (4) Джирвэн Демпси | Отчёт   | Попытки: Мэтт Перри Тим Родбер Реализации: Джонни Уилкинсон Штрафные: Джонни Уилкинсон (4) Дроп-голы: Пол Грейсон | Лэнсдаун Роуд, Дублин |

### 4-я неделя
| 20 марта 1999 15:00 | Англия                         | 21 – 10 | Франция                                                                  | Туикенем, Лондон |
| 20 марта 1999 15:00 | Штрафные: Джонни Уилкинсон (7) | Отчёт   | Попытки: Франк Комба Реализации: Тома Кастаньед Штрафные: Тома Кастаньед | Туикенем, Лондон |

| 20 марта 1999 15:00 | Шотландия | 30 – 13 | Ирландия                                                                     | Мюррейфилд, Эдинбург |
| 20 марта 1999 15:00 | Попытки: Кэмерон Мюррей (2) Грегор Таунсенд Стюарт Граймс Реализации: Кенни Логан (2) Штрафные: Кенни Логан (2) | Отчёт   | Попытки: Дэвид Хамфрис Реализации: Дэвид Хамфрис Штрафные: Дэвид Хамфрис (2) | Мюррейфилд, Эдинбург |

### 5-я неделя
| 10 апреля 1999 14:00 | Франция                                                                                                | 22 – 36 | Шотландия                                                                                                | Стад де Франс, Сен-Дени |
| 10 апреля 1999 14:00 | Попытки: Эмиль Нтамак Кристоф Доминичи Кристоф Жюлье Реализации: Давид Окань (2) Штрафные: Давид Окань | Отчёт   | Попытки: Алан Тэт (2) Грегор Таунсенд Мартин Лесли (2) Реализации: Кенни Логан (4) Штрафные: Кенни Логан | Стад де Франс, Сен-Дени |

| 11 апреля 1999 16:00 | Уэльс                                                                                    | 32 – 31 | Англия | Уэмбли, Лондон Судья: Андре Уотсон |
| 11 апреля 1999 16:00 | Попытки: Шейн Ховарт Скотт Гиббз Реализации: Нил Дженкинс (2) Штрафные: Нил Дженкинс (6) | Отчёт   | Попытки: Дэн Лагер Стив Хэнли Ричард Хилл Реализации: Джонни Уилкинсон (2) Штрафные: Джонни Уилкинсон (4) | Уэмбли, Лондон Судья: Андре Уотсон |